# NGC 1517
NGC 1517 is een spiraalvormig sterrenstelsel in het sterrenbeeld Stier. Het hemelobject werd op 23 december 1884 ontdekt door de Franse astronoom Édouard Jean-Marie Stephan.

## Synoniemen
- UGC 2970
- ZWG 418.13
- IRAS04064+0831
- PGC 14564